# Arbeitsgericht Alzenau
Das Arbeitsgericht Alzenau war ein bayerisches Arbeitsgericht mit Sitz in Alzenau.

## Geschichte
Gemäß Arbeitsgerichtsgesetz vom 23. Dezember 1926 wurden in Deutschland Arbeitsgerichte gebildet. Diese waren nur in der ersten Instanz organisatorisch selbstständige Gerichte, die Landesarbeitsgerichte waren den Landgerichten zugeordnet. Am Landgericht Aschaffenburg entstand so 1927 das Landesarbeitsgericht Aschaffenburg als eines von 23 Landesarbeitsgerichten in Bayern. In Alzenau entstand das Arbeitsgericht Alzenau als eines von fünf Arbeitsgerichten des Landesarbeitsgerichts. Sein Sprengel umfasste die Gerichtsbezirke der Amtsgerichte Alzenau und Schöllkrippen. Es bestand eine allgemeine Kammer für Arbeiter und Angestellte und eine Kammer für das Handwerk.
Bereits 1929 wurde die Zahl der Arbeitsgerichte deutlich reduziert. Das Landesarbeitsgericht Aschaffenburg wurde zum 1. Januar 1930 aufgehoben und das Arbeitsgericht Aschaffenburg kam zum Landesarbeitsgericht Würzburg. Das Arbeitsgericht Alzenau wurde aufgehoben und sein Sprengel wurde dem Arbeitsgericht Aschaffenburg zugeordnet.